# Маттіас Бер
Маттіас Бер (нім. Matthias Behr, нар. 1 квітня 1955, Таубербішофсгайм, Німеччина) — німецький фехтувальник на рапірах, олімпійський чемпіон (1976 рік), триразовий срібний (двічі 1984 рік та 1988 рік) призер Олімпійських ігор, триразовий чемпіон світу.

## Біографія
20 липня 1982 року на чемпіонаті світу з фехтування, що проходив у Римі, в поєдинку з радянським фехтувальником Володимиров Смирновим, у Бера зламалася рапіра, уламок якої пробив маску Смирнова і через око завдав травми мозку. 28 липня 1982 року Володимир Смирнов помер у лікарні. Цей випадок спричинив за собою зміну екіпіровки спортсменів задля підвищення безпеки. Також змінилися вимоги до гнучкості зброї та навантаження на кінчик рапіри або шпаги. 

## Виступи на Олімпіадах
| Олімпіада         | Дисципліна           | Місце |
| ----------------- | -------------------- | ----- |
| Монреаль 1976     | індивідуальна рапіра | 13    |
| Монреаль 1976     | командна рапіра      | 1     |
| Лос-Анджелес 1984 | індивідуальна рапіра | 2     |
| Лос-Анджелес 1984 | командна рапіра      | 2     |
| Сеул 1988         | індивідуальна рапіра | 19    |
| Сеул 1988         | командна рапіра      | 2     |